# Kiaras Saga
Kiaras saga er en fantasi bogserie skrevet af Margit Sandemo. Det er den sidste serie af Sandemo som blev udgivet. Serien består i alt af 3 bøger. Serien foregår i 1600-tallets Irland
Temaer inkluderer Mystik, magi og spænding. Serien handler om hovedpersonen Kiara og hendes familie. Kiara på 16 anklages for at være heks på grund af sine helbredende evner, men undslipper galgen på mirakuløs vis. Under flugten fra retterstedet finder hun en ældgammel keltisk skat – en skat, medlemmerne af et hemmeligt broderskab har jagtet i årevis.
Bøgerne blev udgivet i 2013 og udkom første gang på dansk i 2015
Serien er bl.a. udgivet på dansk, svensk og norsk

## Bøger i serien
|   | Titel              | Originaltitel      | Udgivelsesår | Synopsis. |
| 1 | Skytsånden         | Skyddsanden        | 2013         | Kiara bliver forfulgt af broderskabet, da hun ved et tilfælde møder Sean, en ung mand, der får hendes hjerte til at slå hurtigere. Sammen med ham fortsætter færden gennem det irske landskab med forfølgerne i hælene, men hvem skal hjælpe dem? I hvert fald ikke Kiaras hjerteløse mor og onde stedfar – de er blandt dem, der vil se hende hængt …                                                            |
| 2 | De tre søstre      | De tre systrarna   | 2013         | Kiaras hjerteløse mor og onde stedfar er endelig sat ude af spillet. Livet byder dog på nye udfordringer: Mavourneen, Kiaras yngste søster, er blevet taget som gidsel, og Kiara ved ikke, hvor hun holdes fanget. Den anden søster, den charmerende og yndige Deirdre, er i Seans varetægt. Kiara indser til sin sorg, at Sean aldrig har været forelsket i hende. Han er derimod meget interesseret i Deirdre … |
| 3 | Der brænder en ild | Det brinner en eld | 2013         | Kiara har trukket vinderloddet i kærlighedens lotteri, og nu er det hende og Niklas for resten af livet. Men det unge par møder store udfordringer – ikke mindst når de forfølges af de overlevende medlemmer af det hemmelige broderskab. De to hævngerrige og grådige riddere vil have fat i den gamle, keltiske skat, og de skyr ingen midler for at nå deres mål.                                             |

1. 1 2  Kiaras saga Arkiveret 3. september 2021 hos  Wayback Machine, Jentas.dk, hentet d. 3 september 2021